# Alexander Stepanovich Popov
Aleksandr Stepânovitch Popov (em russo:  Алекса́ндр Степа́нович Попо́в; Turinskiye Rudniki, 16 de março de 1859 – São Petersburgo, Rússia, 13 de janeiro de 1906), foi um físico russo. Pelo calendário juliano nasceu a 4 de março de 1859, em Turínskiye Rudnikí, actual Krasnoturinsk, nos Urais.

## Biografia
Estudou na Universidade de São Petersburgo. Foi o inventor da antena e, através dela, transmitiu ondas electromagnéticas à distância. 
Em 1890 continuou com as experiências iniciadas pelos pioneiros da rádio, como Hertz. Em 1894 construiu o primeiro receptor de rádio, uma versão do coesor, e apresentou-o à Sociedade Russa de Física e Química a 7 de Maio de 1895. Em Março de 1896 efectuou uma transmissão de rádio entre 2 edifícios do campus universitário e em 1898 transmitiu sinais entre terra e um barco que se encontrava a 5 quilómetros da costa.
Na mesma época, Marconi, de forma independente, realizava as investigações que o levaram a conseguir fazer a primeira transmissão sem fios.
Em 1901 foi nomeado professor no Instituto Electrotécnico de São Petersburgo, que actualmente tem o seu nome, e em 1905 foi elegido para director.
Morreu em São Petersburgo, com 46 anos, de hemorragia cerebral, em 31 de dezembro de 1905 no calendário juliano, que corresponde ao dia 13 de janeiro de 1906 no calendário gregoriano. Sepultado no Cemitério de Volkovo.

## Homenagem
O asteroide 3074 Popov, descoberto pela astrónoma soviética Lyudmila Zhuravlyova, em 1979, recebeu este nome em sua homenagem.